# Sophie Luise zu Mecklenburg-Schwerin

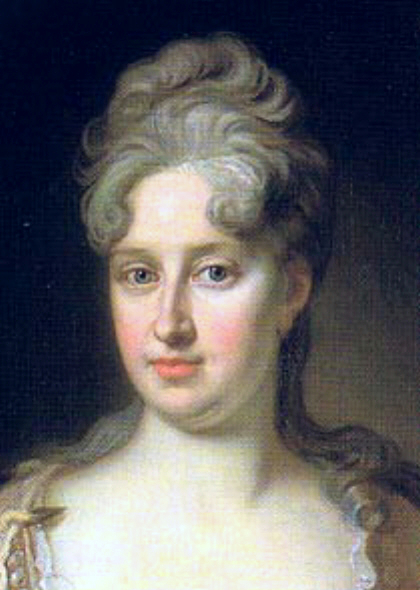
Königin Sophie Luise von Preußen

Sophie Luise, Herzogin zu Mecklenburg [-Schwerin] (* 6. Maijul. / 16. Mai 1685greg. in Grabow; † 29. Juli 1735 in Schwerin) war durch ihre Heirat mit Friedrich I. die zweite Königin in Preußen.

## Leben

### Herkunft
Sophie Luise, nach ihrem Geburtsort mitunter fälschlich als Prinzessin/Herzogin von Mecklenburg-Grabow bezeichnet, war das vierte Kind und die einzige Tochter des Herzogs Friedrich zu Mecklenburg [-Schwerin] (genannt „Prinz von Grabow“) und der Landgräfin Christine Wilhelmine von Hessen-Homburg (1653–1722). Die Prinzessin wuchs nach dem frühen Tod ihres Vaters am Hof ihres ältesten Bruders Friedrich Wilhelm auf, der als Herzog zu Mecklenburg in Schwerin regierte. Abgesehen von Französisch- und Musikunterricht erhielt sie keine besondere Ausbildung. Ihrem zurückhaltenden und ernsten Wesen entsprach dagegen eine strenge lutherische Erziehung.

### Preußische Königin
Nachdem 1705 seine zweite Gemahlin, Sophie Charlotte, gestorben war, wurde der inzwischen fünfzig Jahre alte König Friedrich I. in Preußen von der Hofpartei um den einflussreichen Premierminister Graf von Wartenberg bedrängt, wieder zu heiraten. Dynastische Gründe zur Sicherung der Thronfolge bewogen den stets kränkelnden Monarchen dazu, sich dem nicht zu verschließen. Sein einziger Sohn Friedrich Wilhelm hatte bislang keinen Thronerben für das Königreich. Eine neue Gemahlin für den alternden König erhöhte die Chancen, diesen Zustand nun endlich zu ändern.

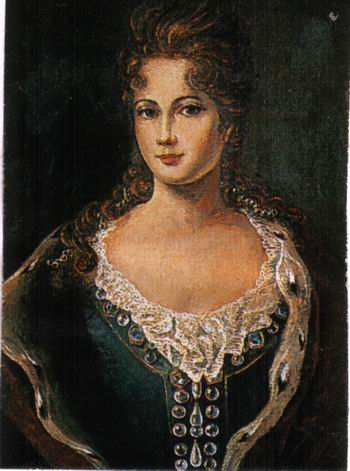
Sophie Luise

Nach längerem Suchen wurde die passende Heiratskandidatin für den König in der als „mecklenburgische Venus“ gerühmten 23-jährigen Prinzessin Sophie Luise gefunden. Am 28. November 1708 wurde im Berliner Schloss glanzvoll die Hochzeit gefeiert. Die junge Königin blieb als dritte Gemahlin Friedrichs I. jedoch stets im Schatten ihrer Vorgängerin, der intellektuellen Königin Sophie Charlotte, die mit berühmten Gelehrten verkehrt und glanzvoll Hof gehalten hatte. Der eigentliche Zweck der Eheschließung, dem Land einen Erben zu schenken, blieb unerfüllt. Die Ehe blieb kinderlos. So folgte für Sophie Luise schon bald ein von Intrigen, Hass und Verleumdungen erfülltes Hofleben, dem die junge Königin weder geistig noch körperlich gewachsen war. Besonders ihre Gegenspielerin Katharina Gräfin Kolbe von Wartenberg, geb. Rickers, die Ehefrau des faktischen Premierministers, machte ihr das Leben schwer.
Resignierend zog sich Königin Sophie Luise auf ihre Rolle als treusorgende Krankenpflegerin ihres Gemahls zurück, den sie unter dem Einfluss ihrer bigotten Hofdame Fräulein von Grävenitz vom reformierten Glaubensbekenntnis zum Luthertum zu bekehren versuchte. Zunächst ließ Friedrich sie auch an den Repräsentationsaufgaben teilhaben; sie durfte ihn überallhin begleiten und ihm abends im Tabakskollegium, das er als erster König in Preußen gegründet hatte, die Pfeife stopfen. Im Laufe der Zeit jedoch verwandelte sich unter dem Einfluss der Lehren von August Hermann Francke ihr religiöser Eifer in einen besessenen Pietismus.
Die Königin verfiel in tiefe Depressionen und geistige Verwirrung, so dass sie nicht mehr am Hofleben teilnehmen konnte. Unerträgliche Streitereien zwischen den Eheleuten über das „wahre“ Glaubensbekenntnis und immer häufigere Anfälle veranlassten den König, sich von seiner geisteskranken Gemahlin zu trennen. Völlig verwirrt und durch eine Schnittverletzung blutüberströmt soll sie den kranken König im Berliner Schloss erschreckt haben, der im ersten Moment glaubte, die legendäre „Weiße Frau“ als Todesbotin vor sich zu haben, die der Sage nach kurz vor dem Ableben eines Familienmitglieds aufzutauchen pflegt.

### Letzte Lebensjahre
Im Januar 1713 wurde Königin Sophie Luise daraufhin von ihrem Mann, nur wenige Wochen vor seinem Tod, nach Perwenitz im Havelland gebracht. Sein Nachfolger, König Friedrich Wilhelm I., schickte die kranke Frau dann kurzerhand zu ihrer Familie nach Mecklenburg zurück. Dort lebte sie zunächst auf dem Schloss in Grabow, dann eine kurze Zeit in Neustadt-Glewe und später im Schweriner Schloss, wo sie 1735 im Alter von fünfzig Jahren starb. Sophie Luise fand in der Schelfkirche St. Nikolai in Schwerin ihre letzte Ruhestätte.

### Nachleben
In Berlin erinnert heute noch die Sophienkirche im Bezirk Mitte, die sie 1712 als Namensgeberin gestiftet hatte, an die unglückliche dritte Gemahlin des ersten Preußenkönigs.
Friedrich Griese machte Sophie Luise zur Titelheldin seiner Novelle Die Prinzessin von Grabow. Ein Bericht aus dem achtzehnten Jahrhundert. (Schünemann, Bremen 1936).